# Marlieux
Marlieux település Franciaországban, Ain megyében. Lakosainak száma 1186 fő (2022. január 1.). Marlieux La Chapelle-du-Châtelard, Le Plantay, Saint-Germain-sur-Renon, Saint-Nizier-le-Désert, Saint-Paul-de-Varax és Villars-les-Dombes községekkel határos.

## Népesség
A település népességének változása:
| Lakosok száma | 641  | 679  | 633  | 759  | 995  | 1070 | 1112 | 1159 | 1179 | 1186 |
|               | 1968 | 1982 | 1990 | 2006 | 2013 | 2015 | 2017 | 2019 | 2020 | 2022 |